# Grzegorz Reszka
Grzegorz Krzysztof Reszka – polski funkcjonariusz cywilnych i wojskowych służb specjalnych w stopniu pułkownika oraz socjolog, były wiceszef Urzędu Ochrony Państwa, od 2007 do 2008 p.o. Szefa Służby Kontrwywiadu Wojskowego.

## Życiorys
Z wykształcenia socjolog. Od 1992 służył w Urzędzie Ochrony Państwa i następnie w Agencji Bezpieczeństwa Wewnętrznego, dochodząc do stopnia pułkownika. Zajmował stanowisko wicedyrektora delegatury w Krakowie, zastępcy dyrektora Zarządu Kontrwywiadu UOP (od 1998) i zastępcy szefa UOP (od 2000 do 2002). Uchodził za stronnika Zbigniewa Siemiątkowskiego, później doradzał szefowi ABW Andrzejowi Barcikowskiemu.
20 listopada 2007 powierzono mu obowiązki Szefa Służby Kontrwywiadu Wojskowego po odwołaniu Andrzeja Kowalskiego (oskarżanego o nielegalne przechowywanie i kopiowanie dokumentów z likwidacji WSI w Biurze Bezpieczeństwa Narodowego. Zajmował to stanowisko do 20 lutego 2008, gdy zastąpił go Janusz Nosek. W mediach oskarżano go o inspirowanie tzw. afery marszałkowej, związanej z postawieniem zarzutów Wojciechowi Sumlińskiemu i żołnierzowi WSW Aleksandrowi L. Za swojej kadencji odebrał także dostęp do informacji niejawnych Antoniemu Macierewiczowi oraz oskarżył podległych mu funkcjonariuszy o bezprawne kopiowanie dokumentów SKW. Później przeszedł na emeryturę. W kolejnych latach był wykładowcą w Instytucie Socjologii Uniwersytetu Jagiellońskiego oraz członkiem Rady Konsultacyjnej Centralnego Biura Antykorupcyjnego. Został też dyrektorem i wicedyrektorem Departamentu Bezpieczeństwa PGNiG. Opublikował również książkę pt. Muszę być adwokatem Macierewicza.

## Odznaczenia
Odznaczony Srebrnym (1999) i Złotym (2004) Krzyżem Zasługi.